# Atupae (Ort)
Atupae (Atupai, Atu Pae) ist ein osttimoresischer Ort im Suco Tebabui (Verwaltungsamt Bobonaro, Gemeinde Bobonaro). Das Dorf liegt im Osten der Aldeia Atupae, auf einer Meereshöhe von 1060 m. Die Häuser befinden sich an einer kleinen Straße, die nach Norden zum Dorf Lo’o Dasi (Suco Colimau) und nach Süden zum Dorf Aimeta (Suco Cota Bo’ot) führt. Im Norden von Atupae liegt ein kleiner Friedhof. Im Osten steigt das Land an, in Richtung des Taralu (1974 m). Westlich eines Tals liegt der Lolo Gilete (951 m). Im Süden fließt der Fluss Babalai, der zum System des Lóis gehört,